# Syngonanthus glandulifer
Syngonanthus glandulifer är en gräsväxtart som beskrevs av Silveira. Syngonanthus glandulifer ingår i släktet Syngonanthus och familjen Eriocaulaceae. Inga underarter finns listade i Catalogue of Life.